# Werther (Thüringen)

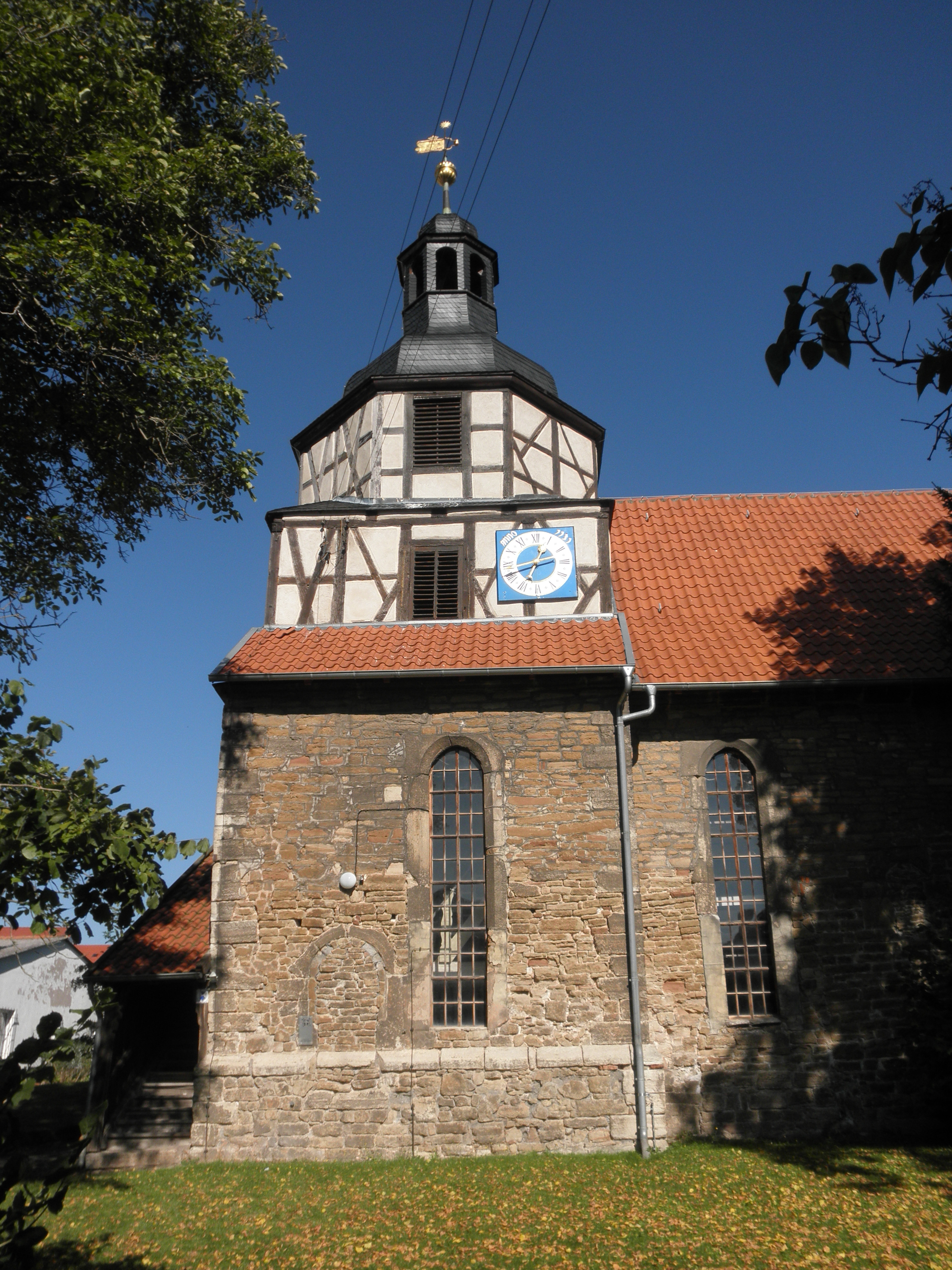
Kerk in Großwerther

Werther is een dorp en gemeente in de Duitse deelstaat Thüringen, en maakt deel uit van de Landkreis Nordhausen.
De gemeente Werther telt 3.133 inwoners. Het dorp zelf ongeveer 1450. Het dorp Werther omvat nog drie buurten: Kleinwerther, Großwerther en Schate.

## Dorpen
Naast het hoofddorp Werther bestaat de huidige gemeente uit zeven dorpen die eerder zelfstandige gemeenten waren. Tot 1997 vormden alle acht samen de Verwaltungsgemeinschaft Helmetal. 
1. Großwechsungen
2. Günzerode
3. Haferungen
4. Immenrode
5. Kleinwechsungen
6. Mauderode
7. Pützlingen

Bleicherode · Ellrich · Etzelsrode · Friedrichsthal · Görsbach · Großlohra · Hainrode/Hainleite · Harztor · Heringen/Helme · Hohenstein · Kehmstedt · Kleinbodungen · Kleinfurra · Kraja · Lipprechterode · Niedergebra · Nohra · Nordhausen (stad) · Sollstedt · Urbach · Werther · Wipperdorf · Wolkramshausen